# آرامگاه سعدالدین حموی
آرامگاه سعدالدین حموی مربوط به دوران‌های تاریخی پس از اسلام است و در شهرستان جوین، روستای متروکه بحرآباد واقع شده و این اثر در تاریخ ۲۴ تیر ۱۳۸۲ با شمارهٔ ثبت ۹۲۳۹ به‌عنوان یکی از آثار ملی ایران به ثبت رسیده‌است.